# L'ultima conquista
L'ultima conquista (Angel and the Badman) è un film western del 1947 scritto e diretto da James Edward Grant, con protagonisti John Wayne e Gail Russell.

## Trama
Quirt Evans è un fuorilegge del Far West rimasto ferito in una sparatoria, che viene soccorso e ospitato da una famiglia di quaccheri, i Worth.
Quirt si innamora della figlia dei Worth, Penelope, ma il desiderio di tornare alla condotta sregolata di prima non viene ben visto dalla rigorosa non violenza della comunità protestante, che, grazie all'amore ricambiato per Penelope, lo persuade a cambiare vita.

## Produzione
Il film venne girato a Sedona, in Arizona, e venne prodotto da John Wayne per la Republic Pictures.

## Critica

### Critica italiana
Paolo Mereghetti ha scritto che questo film è "un western che non rinuncia a mescolare l'azione con la riflessione morale".

## Distribuzione
Uscì nelle sale statunitensi il 15 febbraio del 1947.

### Date di uscita
- USA Angel and the Badman 15 febbraio 1947
- UK	Angel and the Badman marzo 1947
- Svezia Ängeln och den laglöse	1º settembre 1947
- Finlandia Enkeli ja lainsuojaton	10 dicembre 1948
- Germania Ovest	 Der schwarze Reiter 1949
- Giappone	20 settembre 1949
- Austria	Der schwarze Reiter 4 novembre 1949
- Francia L'Ange et le mauvais garçon	18 gennaio 1950	 (Parigi)